# Monte Pietraborga
Il monte Pietraborga è una montagna alta 926 m s.l.m. delle Alpi del Monginevro nelle Alpi Cozie. Si trova in Piemonte al confine tra i comuni di Trana e Sangano.

## Descrizione
La montagna domina Trana e fa parte della serie di monti che delimitano a sud la val Sangone. Sulla sua cima si incontrano tre creste: il crinale orientale che scende fino a una insellatura a quota 658 m e che, dopo avere riguadagnato quota con la punta del Colletto (685 m), si esaurisce a Sangano; la breve cresta nord che scende in direzione di Trana e infine il crinale meridionale che si spinge verso Piossasco e il Monte San Giorgio.

## Geologia
Il monte Pietraborga è noto ai geologi per essere costituito da rocce serpentinose. Poco a nord della montagna e non lontano dal centro di Trana operò a partire dall'inizio del Novecento una cava di petra.

## Storia

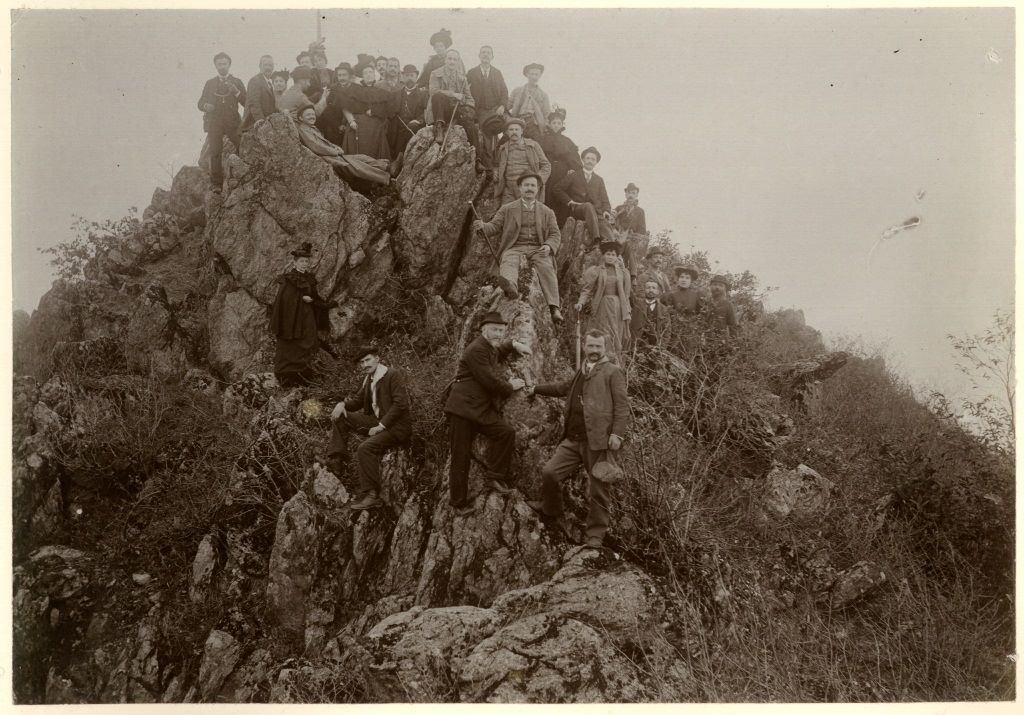
Gruppo di escursionisti sulla Pietraborga nel 1909 (foto M.Gabinio)

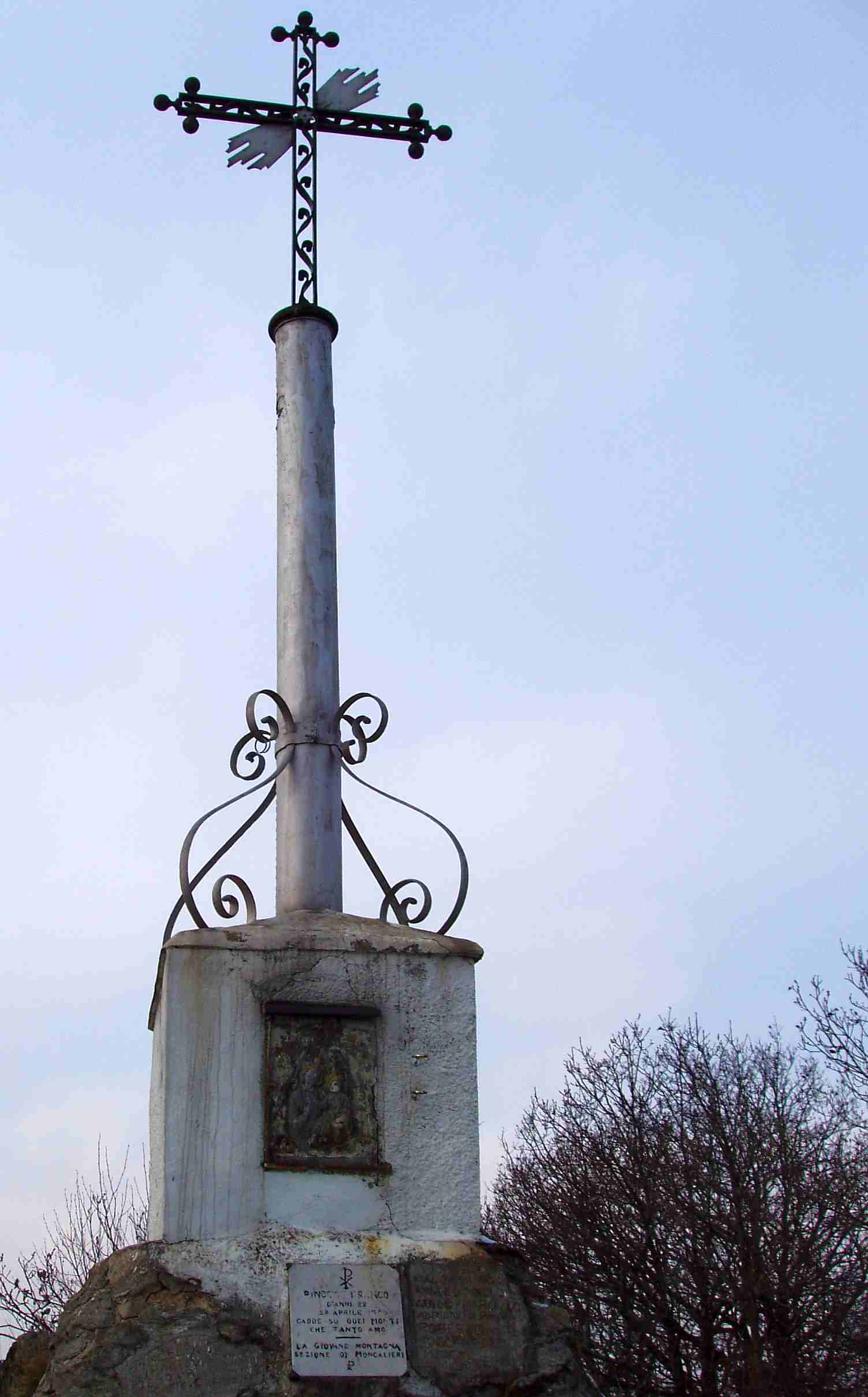
La croce di vetta

La croce di vetta venne eretta nel 1900. A pochi minuti dalla cima, scendendo verso il Colle Damone, si incontra un gruppo di massi interpretati da alcuni come vestigia celtiche (dolmen e menhir disposti a cerchio nel cosiddetto Sito dei Celti).
La borgata di Pratovigero, sulle pendici del monte Pietraborga affacciate verso Trana, fu abitata sino agli anni ‘60 del XX secolo.

## Accesso alla cima

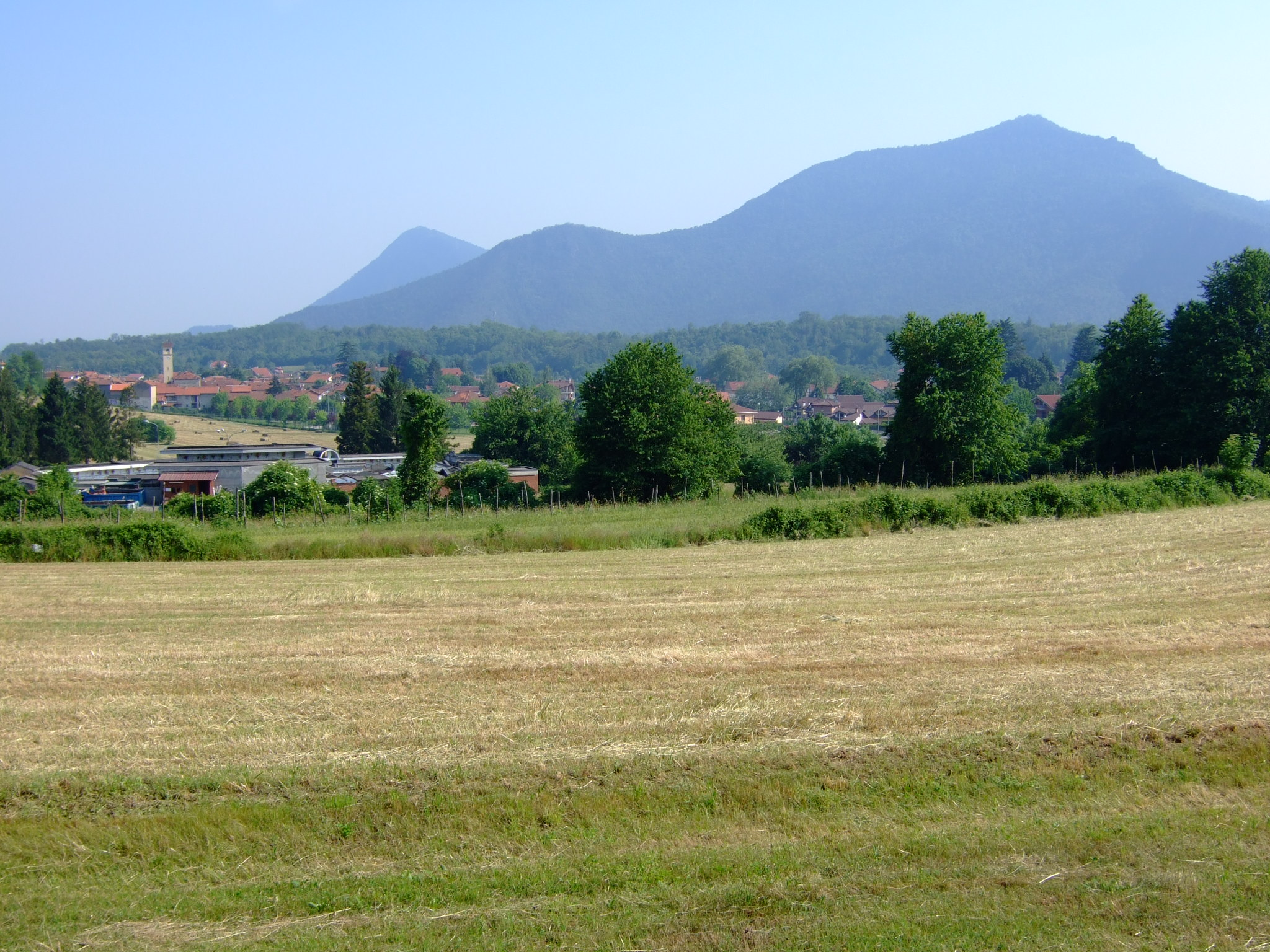
Vista dalla campagna di Reano

Montagna prevalentemente escursionistica, è accessibile per sentiero partendo dalla cappella di San Sebastiano a Sangano (Via delle Prese). La via di salita segue il lungo versante sud-est passando dal cippo De Vitis (460 m), dedicato alla memoria del partigiano Sergio De Vitis ucciso dai nazisti nel 1944. In ordine di successione si raggiunge prima il pilone di Santa Barbara (530 m), e si prosegue a mezza costa sul pendio arrivando alle località denominate Vatan (645 m) e Verdina (771 m). Sempre su sentiero segnato da tacche rosse si giunge infine alla borgata delle Prese di Sangano (802 m), frequentata dai proprietari delle abitazioni. Di lì si seguono i cartelli "Pietraborga" e si sbuca sulla cresta sud per l'ultimo tratto. 
Una valida alternativa è la più breve salita da Pratovigero (Trana) attraverso il comodo Colle Damone (758 m), oppure dalle Prese di Piossasco percorrendo il crinale meridionale. Una via un po' meno facile è quella che dopo il cippo De Vitis da Sangano scavalca la modesta Punta del Colletto (685 m) e percorre integralmente la ripida cresta est della Pietraborga attraversando un fitto bosco. Esiste infine una traccia di sentiero che nel bosco sale su poco dopo l'abitato di Pratovigero detta "direttissima", più veloce, ma molto erta. 
Alcuni torrioni rocciosi non lontani dalla cima costituiscono una interessante palestra di roccia, sia pure con vie non molto lunghe.

Dalla cima si gode di una delle più belle viste panoramiche del torinese, spaziando a 360 gradi dal Monviso alla Sacra di San Michele e la bassa Val Susa, dai laghi di Avigliana alla Val Sangone, fino ad arrivare al pinerolese e tutta Torino con la sua collina. Pur essendo un rilievo situato a una quota poco più che collinare, il Monte Pietraborga possiede un proprio libro di vetta.

## Cartografia
- 6 - Pinerolese Val Sangone, scala 1:25.000, ed. Fraternali
- 17 - Torino Pinerolo e Bassa Val di Susa, scala 1:50.000, ed. IGC - Istituto Geografico Centrale